# Робін Корсіґлія
Робін Корсіґлія (англ. Robin Corsiglia, 12 серпня 1962) — канадська плавчиня.
Призерка Олімпійських Ігор 1976 року.
Переможниця Ігор Співдружності 1978 року.